# DDR-Meisterschaften im Biathlon 1986
Die DDR-Meisterschaften im Biathlon wurden 1986 zum 28. Mal ausgetragen und fanden vom 26. Februar bis 2. März im Oberhofer Biathlonstadion am Rennsteig statt. Matthias Jacob gewann die Wettbewerbe über 20 Kilometer und im Sprint und wurde damit Doppelmeister. Es waren Jacobs Einzelsiege vier und fünf und zugleich seine letzten. Die SG Dynamo Zinnwald gewann ihren vierten Titel in Folge und damit den siebzehnten insgesamt.

## Einzel (20 km)
| Platz | Sportler         | Verein               | Schießfehler | Zeit      |
| ----- | ---------------- | -------------------- | ------------ | --------- |
| 1     | Matthias Jacob   | ASK Vorwärts Oberhof | 3            | 1:02:50,5 |
| 2     | André Sehmisch   | SG Dynamo Zinnwald   | 3            | 1:03:34,6 |
| 3     | Jens Steinigen   | SG Dynamo Zinnwald   | 3            | 1:04:29,0 |
| 4     | Ralf Göthel      | SG Dynamo Zinnwald   | 2            | 1:05:02,3 |
| 5     | Maik Dietz       | ASK Vorwärts Oberhof | 1            | 1:05:34,2 |
| 6     | Karsten Langhelm | SG Dynamo Zinnwald   | 3            | 1:07:21,4 |

## Sprint (10 km)
| Platz | Sportler       | Verein               | Schießfehler | Zeit    |
| ----- | -------------- | -------------------- | ------------ | ------- |
| 1     | Matthias Jacob | ASK Vorwärts Oberhof | 2            | 29:21,6 |
| 2     | André Sehmisch | SG Dynamo Zinnwald   | –            | 29:55,9 |
| 3     | Jürgen Wirth   | ASK Vorwärts Oberhof | 3            | 30:01,7 |
| 4     | Maik Dietz     | ASK Vorwärts Oberhof | 1            | 30:30,1 |
| 5     | André Sehmisch | SG Dynamo Zinnwald   | 1            | 30:33,5 |
| 6     | Ralf Göthel    | SG Dynamo Zinnwald   | 2            | 30:40,3 |

## Staffel (3 × 7,5 km)
| Platz | Verein                | Sportler                                  | Schießfehler | Zeit      |
| ----- | --------------------- | ----------------------------------------- | ------------ | --------- |
| 1     | SG Dynamo Zinnwald I  | Jens Steinigen André Sehmisch Ralf Göthel | –            | 1:09:25,4 |
| 2     | ASK Vorwärts Oberhof  | Jürgen Wirth Matthias Jacob Maik Dietz    | 3            | 1:11:32,2 |
| 3     | SG Dynamo Zinnwald II | Steffen Hauswald Karsten Langhelm Zeitler | 6            | 1:14:42,0 |